# Jean-Claude Hamel
Pour les articles homonymes, voir Hamel.
Jean-Claude Hamel, né le 9 juillet 1929 à Auxerre et mort le 2 juin 2020, à Appoigny, est le président de l'Association de la jeunesse auxerroise (AJA) de 1963 au 6 juillet 2009. À cette date, il part à la retraite et est remplacé par Alain Dujon.

## Biographie
Jean-Claude Hamel est le fils d'un concessionnaire de voitures et de camions, principalement des marques Simca et Berliet. La famille compte quatre frères et deux sœurs. En 1952, Jean-Claude Hamel et l'un de ses frères reprennent la branche poids lourds de la concession de leur père et font construire un garage neuf. L'affaire est florissante et compte environ 110 salariés. 
Enfant, il adhère à l'AJ Auxerre avant de devenir joueur dans la section football. Il prend la présidence du club en 1963 lorsque Jean Garnault, alors détenteur du poste, est élu président de la Ligue de Bourgogne de football. Il participe comme joueur de l'AJ Auxerre à la Coupe de France de football qu'il découvre en 1946 (il assistera à plus de 60 finales de cette compétition). Il contribue à la nomination initiale comme entraineur de Guy Roux, avec lequel il préside aux destinées du club bourguignon 46 ans durant. Sous sa présidence, le club monte de la Promotion d'Honneur de la Ligue de Bourgogne à la Ligue 1 et remporte un titre de champion de France (1996) ainsi que quatre Coupes de France (1994, 1996, 2003 et 2005). En outre, l'AJ Auxerre parvient jusqu'aux quarts de finale de la Ligue des champions (1997) et jusqu'aux demi-finales de la Coupe UEFA (1993).
Il a par ailleurs été adjoint chargé du commerce au maire d'Auxerre, Jean-Pierre Soisson, qui le lui avait demandé pendant quelque temps.
Jean-Claude Hamel meurt le 2 juin 2020 à Appoigny à l'âge de 90 ans.

## Palmarès avec l'AJA en tant que président
- Champion de France de Ligue 1 : 1996
- Champion de France de Ligue 2 : 1980
- Coupe de France : 1994, 1996, 2003 et 2005